# Oficinas da revista Ogonyok

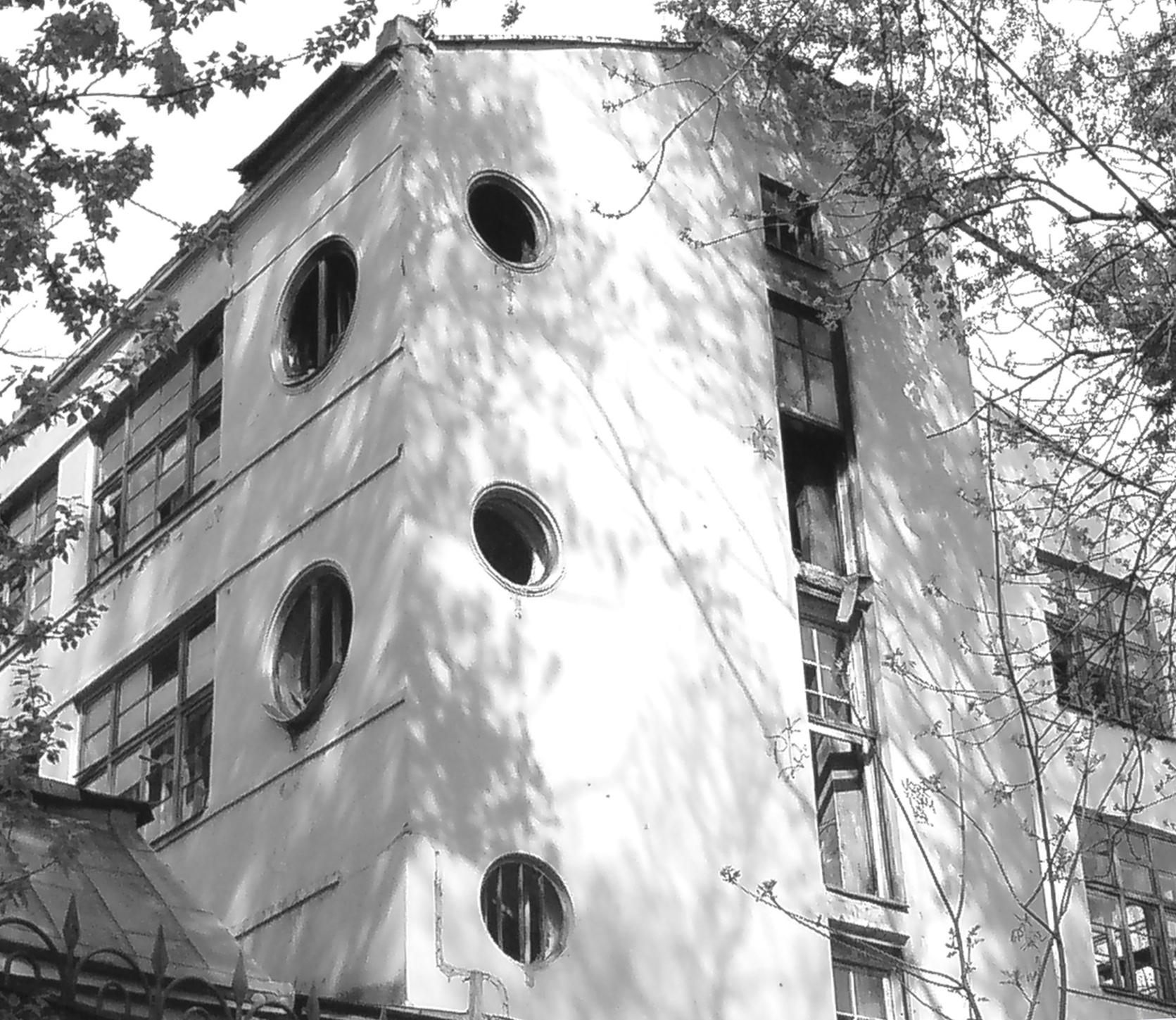
A oficina tipográfica projectada por El Lissitzky, mostrando a fachada Sul, melhor conservada.

As Oficinas da revista Ogonyok, projectadas por El Lissitzky, são provavelmente o único edifício sobrevivente baseado nos projectos do seu autor, e a única sua única obra tangível de arquitectura. Foi encomendada em 1932 pela revista para a função de tipografia e linha de montagem gráfica. Em 2007, a fundação independente Russky Avangard entregou uma requisição para listar o edifício no registo de património. Em Setembro do mesmo ano, a requisição foi aprovada por uma comissão nível municipal, mas foi indiferida posteriormente pelo governo local. Em Outubro de 2008, o edifício abandonado foi severamente danificado pelo fogo.